# スプリンツ
スプリンツ（フランス語: Sbrinz）はスイスで生産される、牛乳を原料としたハードタイプのチーズ。名前の由来はよくわかっていない。ただし、ブリエンツに由来するという説が有力である。13世紀ごろには製造されていたと見られるが、文書として確認できるのは1530年である。ローマ時代に起源があるとも言われている。オプヴァルデン準州、ニトヴァルデン準州、ルツェルン州、ツーク州に属する、26の谷や山が原産地である。
硬いので専用のカンナで薄く削って使われるが、器具の入手難度が高いため、食べやすい大きさに砕いてそのまま、あるいはサラダに入れて食べるのもあり。
赤ワイン（スイス産のピノ・ノワール）と相性がよいとされる。